# Marika Kiviharju
Marika Kiviharju (roz. Saarinen; * asi 11. dubna 1980, Loppi) je finská fotografka. Po absolutoriu pracovala jako podnikatelka v oboru fotografie nejprve v Helsinkách a od roku 2018 v Muurle.

## Kariéra
Kiviharju v roce 2005 absolvovala Institut umění a designu v Lahti. Po ukončení studia pracovala jako studiová fotografka, instruktorka fotografie a novinářská fotografka. Kiviharju je nejznámější svými výtvarnými akty a glamour fotografiemi. Na jaře roku 2015 vyšla autorčina první fotografická kniha Nahá pravda na téma veřejných osobností a nahoty. Na fotografiích knihy pózují Helena Lindgren, Ristomatti Ratia, Antti Reini nebo Aira Samulin. Výstava fotografií We Want You – Naked! byla organizována o rok dříve.

## Soukromí
V Turku v červenci 2022 si Kiviharju vzala ortopedickou a traumatologickou specialistkou Janne Sarimo. Kiviharju má z předchozího manželství dvě nezletilé děti, dívku a chlapce.

### Knihy
- [s.l.]: [s.n.] OCLC ISBN 978-952-312-113-3 Kiviharju, Marika & Pernu, Ilkka: Alaston totuus. Alanimeke kannessa: Tunnettuja suomalaisia pintaa syvemmältä. Valokuvat: Marika Kiviharju. Tekstit: Ilkka Pernu. Helsinki: Minerva, 2015..

### Výstavy
- We want You – Naked, 2014